# Wilhelmstraße (Berlin)

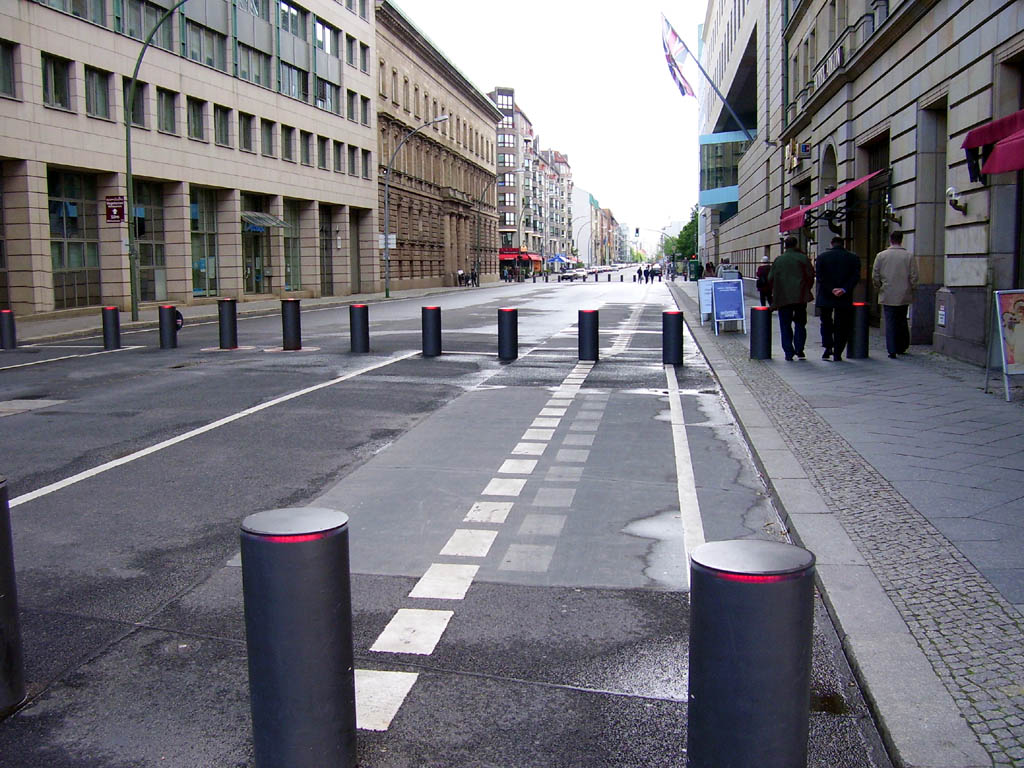
A Wilhelmstraße az angol nagykövetségnél

A Wilhelmstraße egy utca Berlinben, Mitte és Kreuzberg városrészekben. A történelmi Poroszország és a Német Császárság több kormányzati épülete is ebben az utcában volt. 1945-ig az utca neve ezért a német kormány szinonimájaként is használatos volt, mint manapság például a Fehér Ház az Amerikai Egyesült Államok kormányát jelenti. A második világháború pusztításai ellenére számtalan történelmi épület épségben megmaradt az utcában, a berlini műemlékvédelmi hivatal listája 17 épületet jegyez. Az észak-déli irányú Wilhelmstrasse észak vége a német parlament közelében az Spreenél, déli vége a Hallesches Tornál, Kreuzbergben van, és keresztezi az Unter den Lindent.